# Passimeter

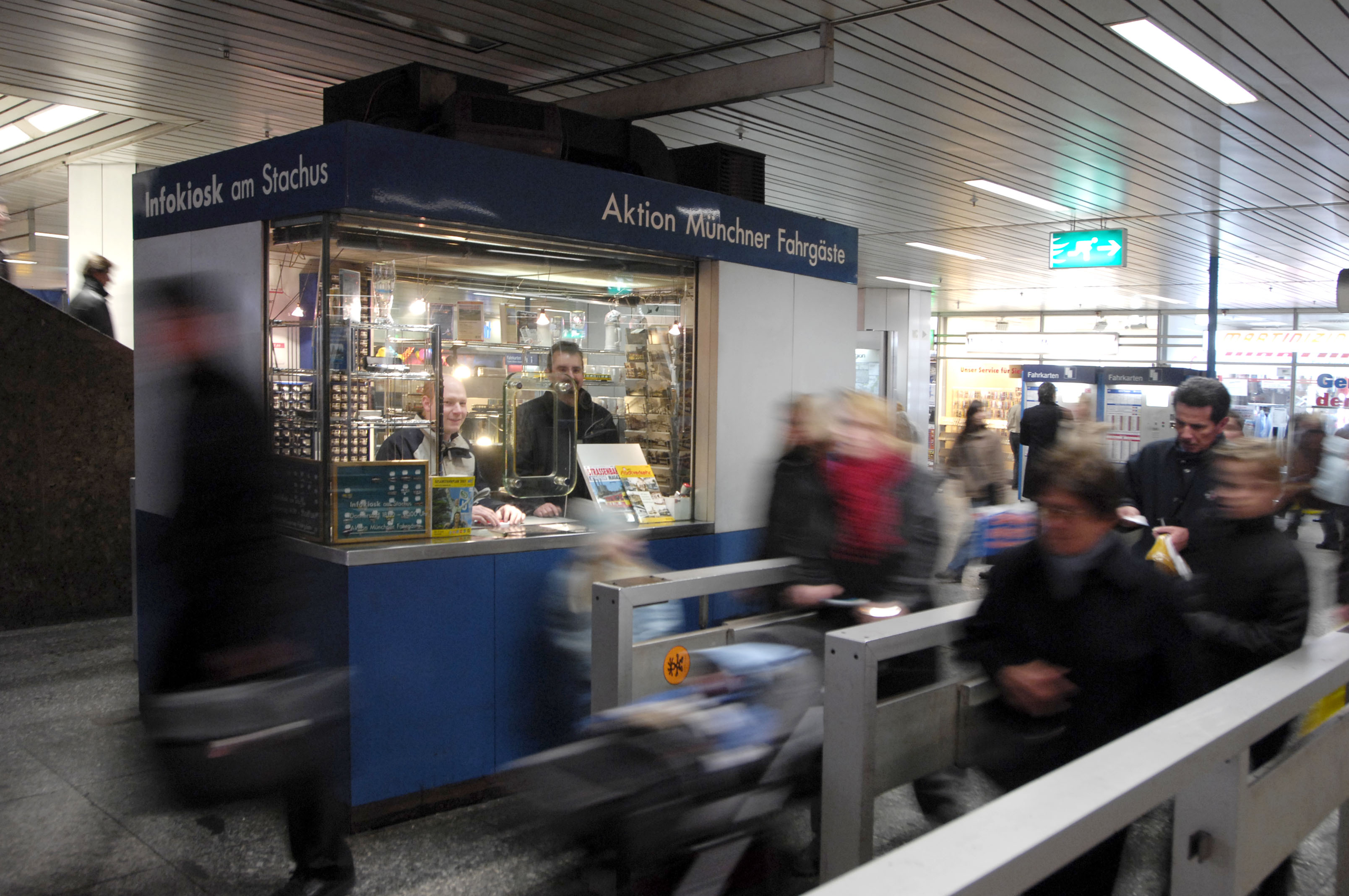
Ehemaliges Passimeterhäuschen am S-Bahnhof München Karlsplatz (abgebaut am 22. Februar 2016)

Mit Passimeter wird ein kleines verglastes Gebäude im Rahmen einer Bahnsteigsperre bezeichnet. Das Personal darin hatte die Aufgabe, die Fahrkarten beim Betreten oder Verlassen von abgesperrten Bereichen zu kontrollieren oder zu verkaufen. Es gab auch Auto-Passimeter, bei denen ein Fahrkartenautomat mit einem Drehkreuz verbunden war.

## Beispiele
Die Passimeter waren in Gebäuden oder bei Tunnel-Bahnhöfen in verglasten Häuschen an den Zugängen zu den Bahnsteigen untergebracht, bei U-Bahnhöfen meist in der Verteilerebene. Wurden mehrere Passimeter zur schnelleren Abwicklung benötigt, so gab es Passimeteranlagen.
Die Kontrolle und Ausgabe der Fahrkarten in dieser Form war sehr personalaufwändig. So wurden die Passimeterhäuschen bei der S-Bahn München nur in der Anfangszeit benutzt. Später dienten sie als Aufenthaltsraum bei Kontrollbeanstandungen, da sie mit einem BASA-Fernsprecher ausgestattet waren. Etliche wurden in Verkaufskioske umgebaut, zum Beispiel am Bahnhof München Marienplatz.